# قسم مهر أنرود المركزي الريفي (مقاطعة بستان أباد)
قسم مهر أنرود المرکزي الريفي (بالفارسية: دهستان مهرانرود مرکزی) هي منطقة ريفية تقع في إيران في قسم. يقدر عدد سكانها بـ 19,216 نسمة .